# Мухаммад-Али Хан Дагистани
Мухаммад-Али Хан был сефевидским чиновником и военачальником лезгинского происхождения. Он служил главнокомандующим армией (сепахсалар) и губернатором (хакем) провинции Эривань (также известной как Чухур-Саад) во время правления шаха Солтана Хусейна (1694—1722).

## Биография
Племянник великого визиря Фатх-Али Хан Дагистани (1716—1720), Мухаммад-Али-хан служил в те хаотические годы, когда государство Сефевидов распадалось и находилось в состоянии тяжёлого упадка. Он был убит в 1716 году после восстания жителей его провинции.

## Наследство
После его смерти наследовал его двенадцатилетний (неназванный) сын, который также был назначен губернатором (вали) Грузии и Тебриза.